# Xiaomi Mi Band 2

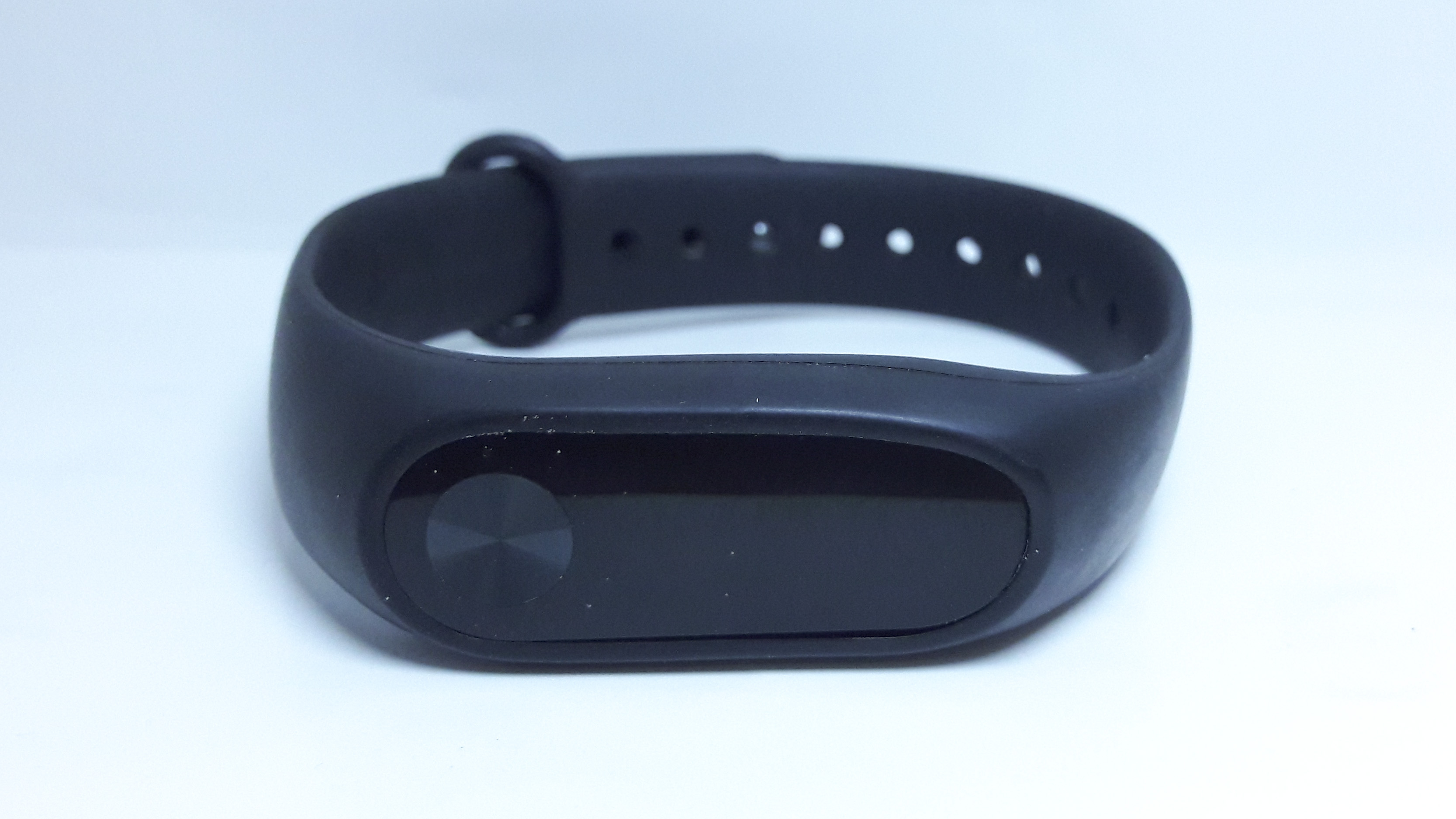
Xiaomi Mi Band 2

Xiaomi Mi Band 2 — второй фитнес-трекер от компании Xiaomi Corporation (кит. 小米科技 , пиньинь: Xiǎomĭ Kējì, палл.: Сяоми́ Кэцзи́). Был выпущен 7 июня 2016 года. Главной фишкой модели стал OLED-дисплей и кнопка, с помощью которой управляется эта версия часов. В сентябре 2017 года Xiaomi выпустила ультрабюджетную версию Mi Band 2 под названием "Mi Band - HRX Edition".

## Характеристики

### Основные[1]
- Производитель: Xiaomi
- Версия Bluetooth: V4.0 BLE (китайская версия), V4.2 BLE (международная версия)
- Степень водонепроницаемости: IP67
- Цвет: Черный
- Совместимость: Android 4.4 + / iOS 7.0 +
- Язык: Мультиязычность
- Общая длина: 235 мм
- Длина ремешка: 155–210 мм
- Размеры (Д x Ш x В): 40,3 x 15,7 x 10,5 мм
- Вес продукта: 7,0 г

### Датчики
- Акселерометр
- Оптический пульсометр
- Вибрационный двигатель

### Дисплей
- Дисплей: 0,42 дюйма OLED
- Кнопка: емкостная

### Батарея
- Тип аккумулятора: литий-полимерный аккумулятор
- Емкость аккумулятора: 70 мАч
- Срок службы батареи: 10–30 дней
- Входной ток: 45 мА (тип.), 65 мА (макс.)
- Входное напряжение: DC 5V

### Материал
- Материалы капсулы: Поликарбонат, пластик.
- Материалы браслета: Силикон